# John Dos Passos
John Rodrigo Dos Passos (Chicago, 14. siječnja 1896. – Baltimore, 28. rujna 1970.), američki književnik
Pripada američkim piscima tzv. "izgubljene generacije", koji su tijekom Prvog svjetskog rata prevladali konvencionalne građanske sheme. Istaknuo se proturatnim romanom "Tri vojnika" i nizom djela koja su snažna optužba postojećega društveno-ekonomskog sustava. Glavna su mu djela "Manhattan Transfer" i trilogija "U.S.A.". U tekstove je ukomponirao i novinske naslove, pjesme, citate iz novina, parole i reklame kako bi potpunije prikazao suvremenu atmosferu. 
Glavna su Dos Passosova djela prevedena na hrvatski.